# Senkiv, Kozova
Senkiv (în ucraineană Сеньків) este un sat în comuna Potik din raionul Kozova, regiunea Ternopil, Ucraina.

## Demografie
Componența lingvistică a localității Senkiv
     Ucraineană (100%)
Conform recensământului din 2001, toată populația localității Senkiv era vorbitoare de ucraineană (100%).